# Jelka Ređep
Jelka Ređep serbisch Јелка Ређеп (* 27. April 1936 in Novi Sad, Königreich Jugoslawien; † 19. Dezember 2014 in Novi Sad, Serbien) war eine serbische Literaturwissenschaftlerin. Ihr hauptsächliches Thema bildete die komparative Analyse mittelalterlicher Literatur und die mündlicher Volksdichtung im südslawischen Deseterac wie der Bugarštice sowie deren gegenseitige Beeinflussung.

## Leben
Jelka Ređep wuchs in Novi Sad auf. Sie studiert an der Philosophischen Universität Novi Sad jugoslawische Literatur und jugoslawische Sprachen. Ihre Magistratur schrieb sie über ein Thema der mündlichen serbo-kroatischen Volksepik Das Motiv über die Geburt Sibinian Jankos in der alten und volkstümlichen Literatur (Мотив о рођењу Сибињанин Јанка у старој и народној књижевности) und doktorierte 1972 über das Thema der Prosadichtung Legende vom Amselfeld (Прича о боју косовском). 1963 wurde sie als Assistentin für mittelalterliche Literatur und Volksdichtung an die Philosophische Fakultät Novi Sad berufen, wo sie alle akademischen Stufen besetzte. Als Gastprofessorin unterrichtete sie in Niš, Berlin, Halle und Regensburg.
Ređep galt als eminente Literaturwissenschaftlerin der alten serbischen, serbo-kroatischen und kroatischen Literatur wie in den epischen Gattung der südslawischen Volksdichtung im Deseterac und der Bugarštice.

## Werke
- Greh i kazna božija - sudbine, bitke i predanja srpskog srednjeg veka. Prometej, 2013
- Brankovićev sultan Sulejman. Pešić i sinovi, 2012
- Katarina Kantakuzina – grofica Celjska. Zavod za Uđbanike, 2011
- Žitije kneza Lazara. Prometej, 2010
- Stare srpske biografije. Prometej, 2008
- Косовска легенда. 1995
- Grof Đorđe Branković i usmeno predanje". - Prometej, 1991
- Легенда о краљу Звонимиру. 1987
- Прича о боју косовском. 1979